# Draft da NBA de 1952
O Draft da NBA de 1952 foi o sexto draft anual da National Basketball Association (NBA). Neste draft, dez times da NBA se revezaram na seleção de jogadores amadores de basquete universitário dos Estados Unidos. Em cada rodada, os times selecionaram na ordem inversa de seu recorde de vitórias e derrotas na temporada anterior, exceto para o atual campeão, o Minneapolis Lakers, que recebeu a última escolha de cada rodada. O draft consistiu em 17 rodadas com 106 jogadores selecionados.